# 어맨다 미샤카
어맨다 미샤카(Amanda Michalka, 1991년 4월 10일 ~ )는 미국의 배우이자 가수이다. 언니 앨리 미샤카와 듀오 78바이올렛을 결성하여 활동중이다.

## 출연 작품
- 그녀들을 도와줘 (2018) - 크리스타 역